# Рейн Енергі Штадіон
Рейн Е́нергі Шта́діон (нім. RheinEnergieStadion) — футбольний стадіон у місті Кельн, Німеччина. Відкритий 1923 року. Стадіон є домашньою ареною футбольного клубу «Кельн».
Поп-співак Майкл Джексон за усе своє життя дав тут 3 концерти: один під час Bad World Tour (3 липня 1988), другий під час Dangerous World Tour (11 липня 1992), і третій під час HIStory World Tour (3 червня 1997). Усі ці концерти разом були відвідані понад 195,000 фанатами Джексона.